# Regenbogenreihe
Die Regenbogenreihe war eine Kinderbuchreihe der DDR aus dem Kinderbuchverlag Berlin.
In dieser Reihe erschienen von 1972 bis ca. 1981 wissenschaftlich orientierte Taschenbücher für Kinder ab 10 bzw. 12 Jahren mit farbigen Illustrationen auf ca. 140 bis 160 Seiten. Nachauflagen folgten bis Ende der 1980er Jahre (später nicht mehr als Regenbogenreihe), alle Bände kosteten 3,00 Mark (DDR).
Der Einband ist weiß mit einem Titelbild unterhalb eines siebenfarbigen horizontalen und geradlinigen Regenbogens aus den Farben Rot, Orange, Gelb, Grün, Blau und Violett (von oben nach unten), darüber stehen oben links Autor und Buchtitel, rechts zunächst dreizeilig „REGEN | BOGEN | REIHE“, später ein schwarz-weißes Logo aus den Buchstaben RBR (ähnlich dem früheren Logo des Bayerischen Rundfunks).

## Liste
| Jahr | Titel                                                                                         | Autor                           | Bestell-Nr. |
| ---- | --------------------------------------------------------------------------------------------- | ------------------------------- | ----------- |
| 1972 | Verwandte und Vorfahren – die Abstammung des Menschen                                         | Arthur Windelband               | 629 388 1   |
| 1972 | Das erstaunliche Lebewesen – Bau und Lebensfunktionen des menschlichen Körpers                | Manfred Kunze                   | 628 940 1   |
| 1972 | Auch Pflanzen haben Hunger – Chemie in der Landwirtschaft                                     | Rolf Dörge                      | 628 949 5   |
| 1972 | Schlaraffenland für Tiere – Tierhaltung gestern, heute und morgen                             | Eckhard Mothes                  | (ohne)      |
| 1973 | Von Fliegern und Flugzeugen – Aus der Geschichte und Technik der Luftfahrt                    | Karl Heinz Hardt                | 629 081 6   |
| 1973 | Das Einmaleins genügt nicht mehr – Mathematik im Alltag                                       | Christian Heermann              | (ohne)      |
| 1973 | Feuerstrom aus Erz und Kohle – vom Roheisen zum Stahl                                         | Sigmar Spauszus                 | 629 084 0   |
| 1973 | Ein Jahr in der Natur – Pflanzen und Tiere unserer Heimat                                     | Annerose und Klaus Klopfer      | 629 082 4   |
| 1974 | Von der Zahl zum Gesetz – Mathematik in unserem Leben                                         | Christian Heermann              | 629 293 4   |
| 1974 | Schauplatz Zukunft – Blick in die Welt von morgen                                             | Karl Böhm                       | 629 289 7   |
| 1975 | Mit dem Meßrad um die Welt – Kleine Geschichte von der Kunst des Messens                      | Erna Padelt                     | 629 487 6   |
| 1975 | Roboter in unserer Hand – die Elektronik hilft den Menschen                                   | Walter Conrad                   | 629 086 7   |
| 1975 | Energie – Kraftquell der Natur – Wie der Mensch die Naturkräfte beherrschen lernte            | Hans Kleffe                     | 629 606 2   |
| 1975 | Aus der Wildnis entführt – Tier- und Pflanzenzüchtung gestern, heute und morgen               | Helen Braasch                   | 629 630 2   |
| 1975 | Auf der Suche nach schwarzem Wasser                                                           | Walter Fellmann                 | 629 628 1   |
| 1976 | Die gespeicherte Sonne – Pflanzenproduktion gestern, heute und morgen                         | Eckard Mothes                   | 629 481 7   |
| 1976 | Von Luftschiffen und Ballons – Luftfahrzeuge mit Geschichte und Zukunft                       | Karl Heinz Hardt                | 629 958 9   |
| 1976 | Was man alles daraus machen kann – Über die Umwandlung von Rohstoffen zu Bedarfsgütern        | Siegfried Poller                | 629 855 1   |
| 1976 | Technik im Wandel der Zeiten – der Mensch und seine Maschinen                                 | Herbert Lander                  | 629 083 2   |
| 1977 | Feigenbaum und Seidenspinner – Pflanzen und Tiere ferner Länder                               | Annerose und Klaus Klopfer      | 629 808 4   |
| 1977 | Das Schaf in der Retorte – Fasern und Fäden aus Natur und Chemie                              | Hans Heiner Schmiedeknecht      | 630 214 3   |
| 1977 | Vom Kerbholz zur Rechenanlage – Aus der Geschichte der Rechentechnik                          | Christa Hülm, Sieghart Pietzsch | 629 771 9   |
| 1977 | Das wunderbare Glas – Geschichte und Zukunft eines vielseitigen Werkstoffs                    | Sigmar Spauszus                 | 630 236 2   |
| 1978 | Warum die Menschen sprechen lernten – Interessantes aus Geschichte und Gegenwart der Sprache  | Gottfried Spies                 | 630 148 2   |
| 1978 | Das ist Kapitalismus – Tatsachenberichte über eine andere Welt                                | Siegfried Schröder              | 630 264 5   |
| 1978 | Das Auto – seine Technik und Geschichte                                                       | Hans Kleffe                     | 629 699 4   |
| 1978 | Angeklagt und freigesprochen – Wie die deutschen Arbeiter das Sozialistengesetz bekämpften    | Harald Müller                   |             |
| 1979 | Von Seeleuten und Schiffen – Aus der Geschichte der Seefahrt                                  | Robert Rosentreter              | 630 623 2   |
| 1979 | Die Stadt – gestern und heute – von den ersten Ansiedlungen bis zur Millionenstadt            | Hans Müller                     | 630 087 7   |
| 1980 | Bevor der Film ins Kino kommt – Die Entstehung eines Spielfilms von der Idee bis zur Premiere | Dieter Wolf                     | 630 826 2   |
| 1980 | Rat für zehn – die wirtschaftliche Zusammenarbeit sozialistischer Länder                      | Rainer Crummenerl               | 630 825 4   |
| 1980 | Steine geben Auskunft – Bildgeschichten zur Geologie der DDR                                  | Reinhard Kunert                 | 629 614 2   |
| 1981 | Antarktika – Reise zum Kontinent der Eiszeit                                                  | Siegfried Meier                 | 630 864 1   |
| 1981 | Wo einst die alten Ritter lebten – Eine Geschichte der mittelalterlichen Burg                 | Heinz Müller                    | 631 194 7   |
| 1981 | Das Dorf – gestern und heute – Eine kleine Kulturgeschichte                                   | Hans Müller                     | 630 772 9   |